# 6. Primetime Emmy-gála
A 6. Primetime Emmy-gála során az 1953-ban főműsoridőben bemutatott, amerikai televíziós programokat értékelték. A jelölteket az Academy of Television Arts & Sciences választotta ki. A Los Angeles-i Hollywood Palladiumban tartott ceremóniát a KCAL-TV közvetítette 1954. február 15-én. A műsor házigazdája Ed Sullivan volt, az akadémiát vezető Don DeFore mellett, aki ekkor ütötte nyélbe az Emmy első nemzetközi sugárzási jogait az NBC számára. A gálán több új kategóriát is bevezettek, köztük a színészek díjait szerep alapján ítélték oda, míg eddig csak a személyeket sorolták fel a jelölésekkor.

## Győztesek és jelöltek
A nyertesek félkövérrel jelölve.

### Műsorok
| Legjobb vígjátéksorozat | Legjobb drámasorozat |
| --- | --- |
| - I Love Lucy (CBS) - The George Burns and Gracie Allen Show (CBS) - Mr. Peepers (NBC) - Our Miss Brooks (CBS) - Topper (CBS)                                       | - The United States Steel Hour (ABC) - Kraft Television Theatre (NBC) - Philco-Goodyear TV Playhouse (NBC) - Robert Montgomery Presents (NBC) - Studio One (CBS)                |
| Legjobb varietéműsor | Legjobb vetélkedő |
| - Omnibus (CBS) - The Colgate Comedy Hour (NBC) - The Jackie Gleason Show (CBS) - Your Show of Shows (NBC) - Toast of the Town (CBS)                                | - This Is Your Life (NBC) - What's My Line? (CBS) - I've Got a Secret (CBS) - Two for the Money (CBS) - You Bet Your Life (NBC)                                                 |
| Legjobb akció- vagy kalandsorozat | Legjobb gyerekműsor |
| - Dragnet (NBC) - Foreign Intrigue (NBC) - I Led Three Lives (NBC) - Suspense (CBS) - The Web (CBS)                                                                 | - Kukla, Fran and Ollie (NBC) - Big Top (CBS) - Ding Dong School (NBC) - Super Circus (NBC) - Zoo Parade (NBC)                                                                  |
| Legjobb közszolgálati műsor | Legjobb hír- vagy sportműsor |
| - Victory at Sea (NBC) - Adventure (CBS) - Life Is Worth Living (szindikált sugárzás) - Meet the Press (NBC) - Person to Person (CBS)                               | - See It Now (CBS) - Camel News Caravan (NBC) - Gillette Cavalcade of Sports (NBC) - NCAA Football Games (NBC) - Pabst Blue Ribbon Bouts (CBS) - Professional Football (DuMont) |
| Legjobb új műsor | |
| - Make Room for Daddy (ABC) - The United States Steel Hour (ABC) - Adventure (CBS) - Ding Dong School (NBC) - The Loretta Young Show (NBC) - Person to Person (CBS) | |

### Színészek

#### Főszereplők
| Legjobb férfi főszereplő | Legjobb női főszereplő |
| --- | --- |
| - Donald O'Connor – The Colgate Comedy Hour (Önmaga) (NBC) - Sid Caesar – Your Show of Shows (További szereplők) (NBC) - Wally Cox – Mr. Peepers (Robinson Peepers) (NBC) - Jackie Gleason – The Jackie Gleason Show (Ralph Kramden) (CBS) - Jack Webb – Dragnet (Joe Friday) (NBC) | - Eve Arden – Our Miss Brooks (Connie Brooks) (CBS) - Lucille Ball – I Love Lucy (Lucy Ricardo) (CBS) - Imogene Coca – Your Show of Shows (További szereplők) (NBC) - Dinah Shore – The Dinah Shore Show (Önmaga) (NBC) - Loretta Young – The Loretta Young Show (Önmaga) (NBC) |

#### Mellékszereplők
| Legjobb férfi mellékszereplő | Legjobb női mellékszereplő |
| --- | --- |
| - Art Carney – The Jackie Gleason Show (Ed Norton) (CBS) - Ben Alexander – Dragnet (Frank Smith) (NBC) - William Frawley – I Love Lucy (Fred Mertz) (CBS) - Tony Randall – Mr. Peepers (Harvey Weskitt) (NBC) - Carl Reiner – Your Show of Shows (További szereplők) (NBC) | - Vivian Vance – I Love Lucy (Ethel Mertz) (CBS) - Bea Benaderet – The George Burns and Gracie Allen Show (Blanche Morton) (CBS) - Ruth Gilbert – The Milton Berle Show (Max) (NBC) - Marion Lorne – Mr. Peepers (Mrs. Gurney) (NBC) - Audrey Meadows – The Jackie Gleason Show (Alice Kramden) (CBS) |

### Műsorvezetők
| Legjobb műsorvezető |
| - Edward R. Murrow (CBS) - Arthur Godfrey (CBS) - Martha Raye (NBC) - Fulton J. Sheen (szindikált sugárzás) - Jack Webb (NBC) |

## Fordítás
- Ez a szócikk részben vagy egészben  a(z)   6th Primetime Emmy Awards című angol Wikipédia-szócikk fordításán alapul.  Az eredeti cikk szerkesztőit annak laptörténete sorolja fel. Ez a jelzés csupán a megfogalmazás eredetét és a szerzői jogokat jelzi, nem szolgál a cikkben szereplő információk forrásmegjelöléseként.